# Mutualisation
 (juillet 2024).
La mutualisation est le partage par des individus ou groupe d'individus, de biens, de logements, d'équipements (ménagers, outils, moyens informatiques, etc)  ou de moyens de transport de manière à optimiser l'accès à ces ressources et leur rentabilité (par le partage des coûts, frais d'entretien, assurance, réparation, etc. ).
Ce type de mutualisation serait la piste la plus prometteuse pour réduire le bilan carbone des ménages français selon une étude publiée en 2011. 
Elle est parfois appliquée sous forme de services mutualisés par certaines collectivités.

## Lamutualisation des services, dans le domaine des collectivités territoriales
Elle met en commun des moyens, équipements matériels ou personnels, au sein d'une communauté urbaine, d'une communauté d'agglomération ou d'une communauté de communes. Ce sont des services administratifs ou techniques partagés entre plusieurs collectivités territoriales membres d'une même communauté ou Établissement public de coopération intercommunale (EPCI). Les responsables de service mutualisé reçoivent leurs instructions des différents exécutifs.

### Une rupture conceptuelle dans l'évolution de l'intercommunalité
Dans un contexte d'éclatement communal propre à la France, avec 36 686 communes, cette méthode inverse une priorité majeure dans l'évolution du système intercommunal français : on passe d'une attention centrée sur la définition des pouvoirs et sur les conseils élus, laissant dans l'ombre l'organisation administrative, à une stratégie centrée sur l'organisation des services publics en direction d'une future administration locale unique sans intervenir sur la représentation politique locale.
La mutualisation des services est une méthode promue par les praticiens locaux, élus et administrateurs territoriaux, qui prend à contre-pied les principes de spécialité et d'exclusivité au cœur du modèle juridique de l'intercommunalité construit par la loi du 6 février 1992 relative à l'administration territoriale de la République et la loi du 12 juillet 1999 relative au renforcement et à la simplification de la coopération intercommunale. Ce mouvement de mutualisation des services est une rupture conceptuelle avec la tradition juridique administrative et porte les germes d'une transformation en profondeur de l'administration territoriale française des collectivités locales.

### Émergence juridique de la mutualisation
Le thème de la mutualisation des services s'est affirmé à l'occasion d'un colloque organisé conjointement par l'Association des Maires de France et par l'Association des Communautés de France. Amorcée à la suite des difficultés pratiques de la mise en œuvre de la loi du 12 juillet 1999, la réflexion sur la mutualisation des services a pris de l'ampleur après les élections municipales de 2008. La mutualisation a été interdite jusqu'en 2004. Il y a eu ensuite une période d'évolution juridique avec les lois du 13 août 2004 et du 19 février 2007 qui ont remanié l'article L.5211-4-1 du code général des collectivités territoriales (CGCT). La commission européenne a mis en cause la mutualisation des services au regard du respect de la directive « marchés publics », mais elle n'a jamais déposé de recours contre la France. L'arrêt du 13 novembre 2008 de la cour européenne de justice assure la légalité des services mutualisés, ou partagés, qui sont gérés par les communautés. En revanche la gestion des services mutualisés par les communes membres ne devrait pas être autorisée, c'est tout au moins ce que prévoit l'avant-projet de loi publié en juillet 2009.

### Mise en œuvre dans les collectivités
La mise à disposition fait obligatoirement l'objet d'une convention entre la communauté et la (ou les) commune(s). Cette convention comporte un article sur les conditions financières ou est assortie d'une annexe financière. Le CGCT contient un article L.5211-56 qui prévoit un budget annexe pour retracer les comptes, cependant les collectivités ont ignoré jusqu'à présent cet article au nom de la distinction entre les notions de prestation de service et de mise à disposition de service. Un arrêt du 9 juin 2009 (aff. C-480/06) de la Cour de justice des Communautés européennes pourrait modifier cette approche.
Les premières mises en œuvre concrètes ont touché des administrations de grandes communautés et de villes-centres : on peut citer les cas de Brest, Strasbourg, Amiens et Mulhouse parmi les précurseurs. Les communautés de Brest, d'Alès et de Clermont-Ferrand se sont engagées les premières dans une approche plus globale de mutualisation sur l'ensemble du territoire communautaire. Et il convient de citer le cas de mutualisation très poussée en milieu rural de la Communauté de communes du pays de Saint-Seine.